# Estadio AZAL
El estadio AZAL es un estadio de fútbol de Bakú, Azerbaiyán. Fue inaugurado el 17 de febrero de 2011, tiene una capacidad para 3000 espectadores sentados y en él disputa sus partidos como local el AZAL PFC. Es un estadio de categoría de 2 estrellas y cuenta con la aprobación de la UEFA para albergar partidos internacionales.